# 304년 경주 지진
304년 경주 지진은 304년에 경상북도 경주시에서 발생한 지진이다. 
- 304년 8월 경상북도 경주시에서 규모 M6.1, 최대진도 VIII로 추정되는 지진이 발생했다.

7년(304) 가을 8월에 지진이 일어나 〔땅에서〕 샘이 솟아올랐다.— 三國史記 권 제2 신라본기 제2, 기림(基臨) 이사금(尼師今)

- 304년 9월 경상북도 경주시에서 규모 M6.7, 최대진도 VIII~IX로 추정되는 지진이 발생했다.

〔7년(304)〕 9월에 수도[京都]에 지진이 일어나 민가가 무너지고 사람들이 죽었다.
 — 三國史記 권 제1 신라본기 제1, 파사(婆娑) 이사금(尼師今)